# ヨシュア (祭司)

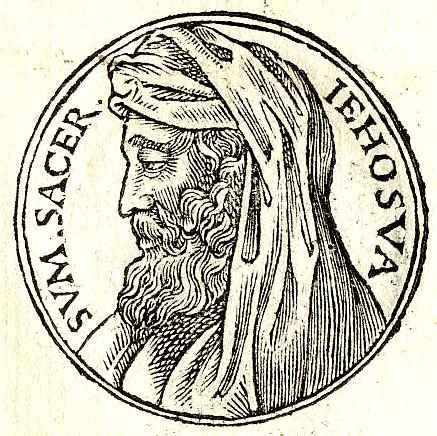
"Promptuarii Iconum Insigniorum"

ヨシュア（紀元前515年 - 紀元前490年）は、旧約聖書に登場する、エルサレム神殿再建の時の大祭司である。ユダの総督ゼルバベルと共に神殿再建を指導した。

## ヨシュアの家族
- 祭司ヨシュア (大祭司 515-490 BC)[1]
- 祭司ヨアキム (大祭司 490-470 BC)[2]
- 祭司エリアシブ (大祭司 470-433 BC)[3]
- 祭司ヨイアダ(大祭司 433-410 BC)[4]
- 大祭司エリアシブの子ヨイアダのひとりの子はホロニびとサンバラテの婿であったので、ネヘミヤは彼を神殿から追い出した。[5]。

## ハガイ
預言者ハガイから主のことばを受けて、ゼルバベルと共に神殿再建をした。

## ゼカリヤの第4の幻
預言者ゼカリヤを通して汚れた服を着て主の使いの前に立ち、新しい服を与えられる者として描かれている。また、「若枝」という名が与えられ、神殿を再建する新しい芽として描かれている。 ゼカリヤの幻の歴史的背景は、ヨシュアの孫、祭司エリアシブ  (大祭司 470-433 BC)、の動作である (ネヘミヤ記13章)。